# Пачеко
Пачеко (італ. Paceco, сиц. Pacecu) — муніципалітет в Італії, у регіоні Сицилія, провінція Трапані.
Пачеко розташоване на відстані близько 440 км на південь від Рима, 75 км на захід від Палермо, 5 км на південний схід від Трапані.
Населення — 11 465 осіб (2014).
Щорічний фестиваль відбувається 25 листопада. Покровитель — Santa Caterina d'Alessandria.

## Демографія
Населення за роками:

Станом на 1 січня 2023 року в муніципалітеті офіційно проживало 217 іноземців з 33 країн, серед них 118 громадян країн Євросоюзу та 2 громадяни України.

## Сусідні муніципалітети
- Ериче
- Трапані